# يوليوس ياكوبسون
يوليوس ياكوبسون (بالألمانية: Julius Jacobson)‏ هو طبيب عيون ألماني، ولد في 1828 في كونيغسبرغ في الإمبراطورية الروسية، وتوفي في 1889 في زيلينوغرادسك في روسيا.